# Julio Villarreal
Julio Crochet Martínez (Lérida, España, 7 de noviembre de 1885 - Ciudad de México, 4 de agosto de 1958) fue un actor hispanomexicano de cine mudo y sonoro así como de teatro clásico. También fue director de dos largometrajes.

## Biografía
Nacido en Madrid, de padre valenciano y madre castellana, trabajó en Estados Unidos donde actuó en Eagles Across the Sun, Minister of Foreign Relations, King of the Gypsies y The Accusing Past, entre muchas otras.
Villarreal viajó por muchos países de Sudamérica y vivió en Perú donde tuvo un hijo y en México se casó con la actriz de origen español nacionalizada mexicana Elisa Asperó. En la Ciudad de México se quedó a vivir definitivamente y forjó una brillante carrera dentro de la Época de Oro del cine mexicano con cerca de un centenar de películas, estelarizando Cristóbal Colón, Sagrario, Profanación, Eugenia Grandet, La culpa de los hombres, Bugambilia, La virgen que forjó una patria, La Bruja, El abuelo, El gran premio, Los Salvajes, Morir de pie, El Dios del Mar, y como actor de carácter en filmes como Gran Casino, Reportaje, La Posesión, El rebelde, Camino de Sacramento, Lluvia roja, La malquerida entre otras. Alternó con María Félix, Pedro Armendáriz, Marga López, Dolores del Río y Jorge Negrete con quien tenía una excelente relación de trabajo no obstante era el exmarido de su hija Elisa Crochet, conocida como Elisa Christy.
En el género de la comedia alternó con Germán Valdés "Tintán" en Soy charro de levita y con Mario Moreno "Cantinflas" en El gendarme desconocido (pelicula de 1941 y Los tres mosqueteros (película de 1942).
Recibió durante la década de 1940 el premio al mejor actor de carácter por parte de la asociación de Periodistas Cinematográficos de México, (PECIME).
En Teatro, su interpretación de Don Juan Tenorio y Miguel Strogoff, así como de muchas otras obras, le valió el reconocimiento del público y la crítica.
Fue ganador del premio Ariel de la Academia Mexicana de Artes y Ciencias Cinematográficas por El jardín de cristo del cineasta Emilio Gómez Muriel.

## Filmografía
- El gendarme desconocido (1941)
- El conde de Montecristo (1942)
- Camino de Sacramento (1946)
- El jugador (1953)
- Padre contra hijo (1955)